# 北溪二号
北溪二号（俄语：Северный поток — 2），是一条长1,234（767英里）的天然气管道，起点为俄罗斯，经波罗的海到德国，由俄罗斯天然气工业股份公司和多家欧洲能源公司资助。

## 参阅
- 北溪天然气管道
- 2022年北溪天然气管道泄漏事件